# USS James E. Williams (DDG-95)

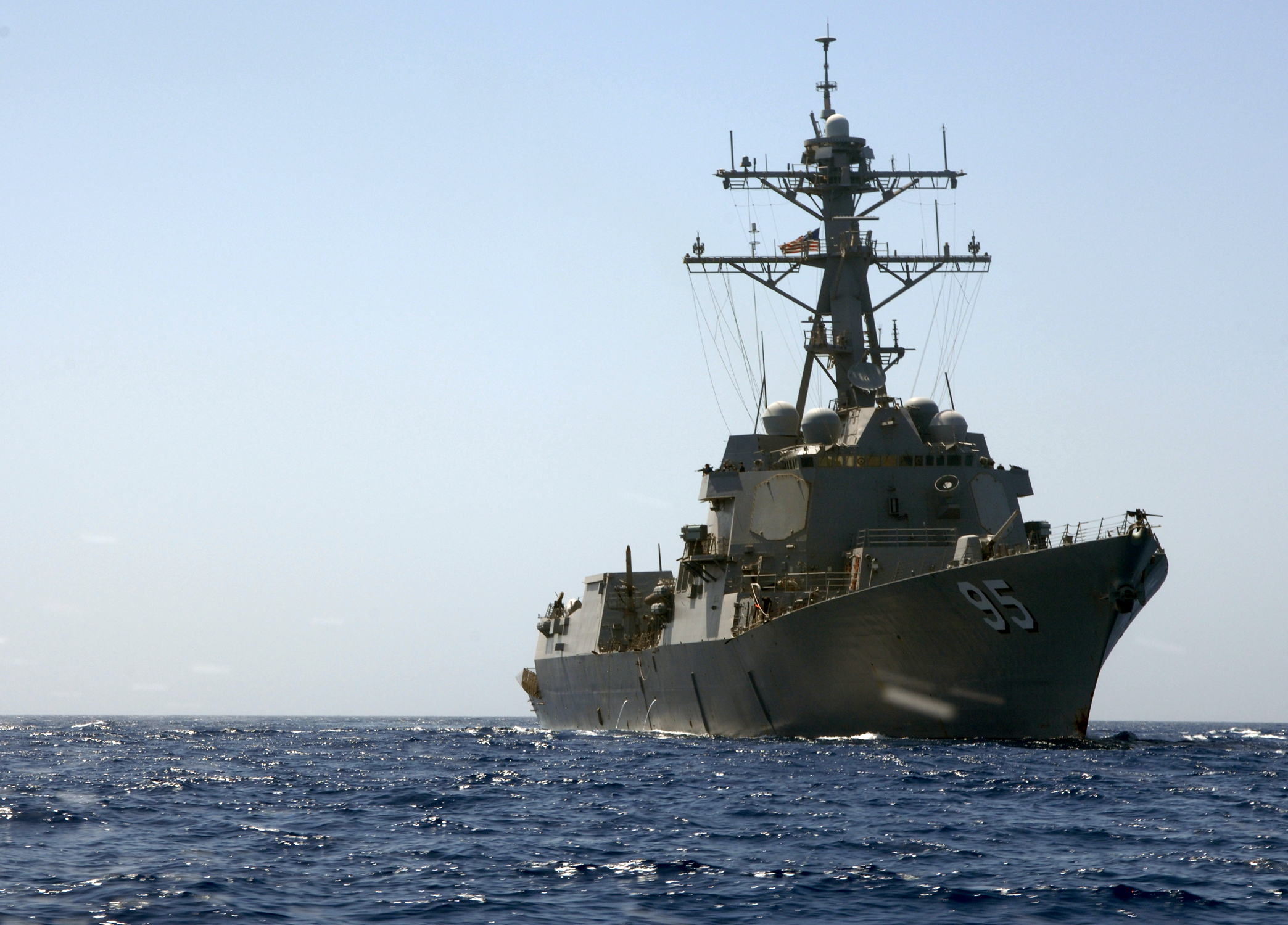
O USS James E. Williams em 2009.

O USS James E. Williams é um destroyer da classe Arleigh Burke pertencente a Marinha de Guerra dos Estados Unidos. Ele recebeu este nome em honra ao marinheiro James Eliott Williams (1930–1999), recebedor da Medalha de Honra do Congresso americano.
No serviço ativo desde 2004, atuou em missões de combate ao terrorismo global no Oriente Médio e também de combate a pirataria na Somália. Em 2007, fez parte da 5ª Frota americana enviada para combater nas Operações Liberdade do Iraque e Enduring Freedom. Em 2009, voltou para a base de Norfolk, nos Estados Unidos.